# Personas-Animales-Naturaleza
Pessoas-Animais-Natureza (PAN) (en español: Personas-Animales-Naturaleza) es un partido político portugués animalista y ecologista.

## Historia
Fue fundado el 22 de mayo de 2009 bajo el nombre de Partido por los Animales (PPA), al que se añadirían en 2011 las palabras "y por la Naturaleza (PAN)".
En las elecciones parlamentarias de 2011 consigue 57.634 y el 1,04% de los votos. Situándose como la segunda fuerza política extraparlamentaria, y estando a 5.000 votos de entrar en la Circunscripción electoral de Lisboa.
En 2011, en las elecciones para la Asamblea Legislativa de la Región Autónoma de Madeira obtuvo 2,13% de los votos, consiguiendo su primer diputado, Rui Manuel dos Santos Almeida.
En las elecciones parlamentarias de 2015 fue la quinta fuerza política más votada en Portugal, obteniendo 74.656 votos (provisionales, a falta de los votos de la emigración) y eligiendo un diputado por Lisboa (André Lourenço e Silva). Se convirtió así en el primer nuevo partido que entra en la Asamblea de la República en este milenio, siendo además el segundo partido animalista de la historia en conseguir un diputado en una Asamblea nacional.
En las elecciones parlamentarias de 2019 consigue los mejores resultados de su historia, aumentando su representación parlamentaria a 4 diputados con un 3,3% de los votos.
En las siguientes elecciones, en 2022, el partido sufre un revés, perdiendo 3 escaños, conservando uno. En las elecciones parlamentarias de 2024, mejora sus resultados, aunque conservando el escaño.

## Líderes
| Nombre | Nombre                    | Foto | Comienzo            | Final                 |                       |             |                       |                    |
| ------ | ------------------------- | ---- | ------------------- | --------------------- | --------------------- | ----------- | --------------------- | ------------------ |
| 1      | Paulo Borges (n. 1959)    |      | 10 de abril de 2011 | 26 de octubre de 2014 |                       |             |                       |                    |
| 1      | Paulo Borges (n. 1959)    | 2    | 10 de abril de 2011 | 26 de octubre de 2014 | André Silva (n. 1976) |             | 26 de octubre de 2014 | 6 de junio de 2021 |
| 3      | Inês Sousa Real (n. 1980) | 2    |                     | 6 de junio de 2021    | André Silva (n. 1976) | actualmente | 26 de octubre de 2014 | 6 de junio de 2021 |

## Resultados electorales

### Asamblea de la República

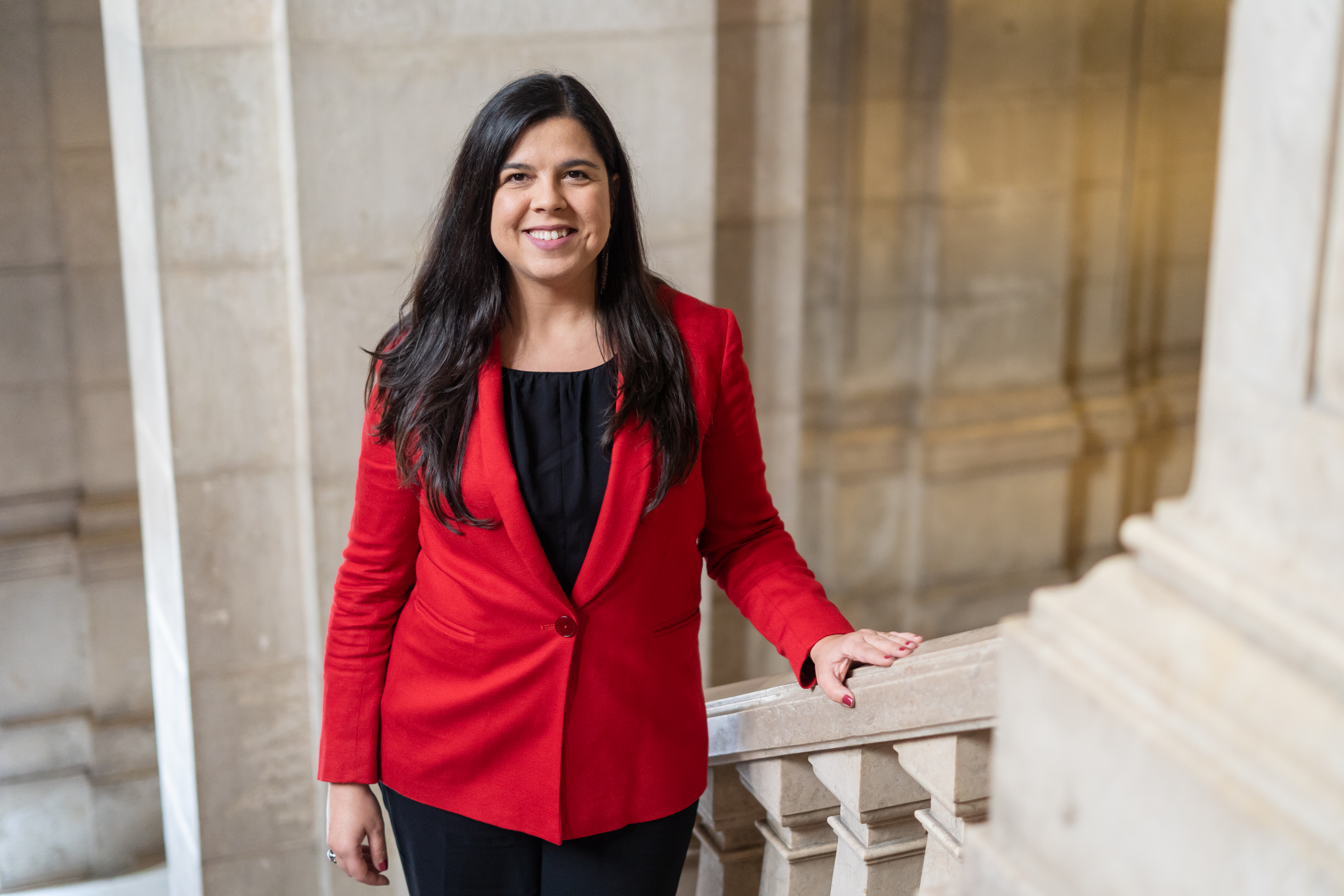
Ines de Sousa, portavoz parlamentaria

| Año  | Votos   | %         | Escaños | +/- | Líder           |
| ---- | ------- | --------- | ------- | --- | --------------- |
| 2011 | 57.995  | 1,04 (#7) | 0/230   | –   | Paulo Borges    |
| 2015 | 75.140  | 1,39 (#5) | 1/230   | 1   | André Silva     |
| 2019 | 174.511 | 3,32 (#6) | 4/230   | 3   | André Silva     |
| 2022 | 88.127  | 1,58 (#8) | 1/230   | 3   | Inês Sousa Real |
| 2024 | 118.574 | 1,93 (#8) | 1/230   | 0   | Inês Sousa Real |
| 2025 | 86.946  | 1,38 (#8) | 1/230   | 0   | Inês Sousa Real |

### Elecciones europeas
| Año  | Votos   | %          | Diputados |
| ---- | ------- | ---------- | --------- |
| 2014 | 71.495  | 2,2% (#6)  | 0/21      |
| 2019 | 168 501 | 5,08% (#6) | 1/21      |
| 2024 | 48 033  | 1,22% (#9) | 0/21      |

### Elecciones municipales
| Año  | Votos  | %           | Concejales |
| ---- | ------ | ----------- | ---------- |
| 2013 | 23 776 | 0,48% (#9)  | 5/6487     |
| 2017 | 73 571 | 1,42% (#9)  | 26/6461    |
| 2021 | 74 229 | 1,48% (#12) | 23/6461    |